# 日本冷凍食品検査協会
一般財団法人日本冷凍食品検査協会（にほんれいとうしょくひんけんさきょうかい、Japan Frozen Foods Inspection Corporation、英文略称JFFIC）は、食品・農水産物の検査・分析を行う検査機関。法令により義務づけられた検査の他、商社や食品メーカーなどからの依頼による自主的な検査・分析にも応じている。2017年（平成29年）5月1日に一般財団法人日本食品検査へ名称変更するとともに、本部を東京都港区芝大門から大田区平和島へ移転した。

## 主な業務
微生物試験
- サルモネラ菌・黄色ブドウ球菌・大腸菌など食中毒菌の有無の検査を行う。

栄養成分試験
- 日本食品標準成分表の分析担当機関および健康増進法による特定保健用食品の登録検査機関として、各種栄養成分の分析を行う。

残留農薬試験
- GLP基準に基づき、残留農薬の分析試験を行う。

食品添加物試験
- 食品中の添加物残留試験の他、添加物自体の規格試験についても実施している。

飼料検定試験
- 飼料安全法にもとづく登録検査機関として、飼料のビタミン、ミネラル、アミノ酸、重金属などの分析を行う。

毒性試験
- 主に貝毒、アフラトキシンをはじめとするカビ毒、フグ毒の試験を行う。貝毒とフグ毒については、産地に近い札幌・仙台・福岡の検査所でも検査を実施している。

環境試験
- 海産物中のダイオキシン類など、食品中の微量汚染物質の分析を行う。

輸出検査事業
- 輸出を行う水産物・水産加工品について、法令で義務づけられた検査・試験を行う。

冷凍食品検査事業
- 日本冷凍食品協会の委託により、会員工場に対して品質・衛生面の検査を行う。

JAS検査事業
- JAS法に基づく登録認定機関として、調理冷凍食品及び有機農産物冷凍加工食品製造業者等の認定を行う。

工場・店舗・配送監査、コンサルティング業務

## 省庁・公的機関からの認定
- JAS法の規定に基づく農林水産省登録認定機関
- 食品衛生法及び健康増進法の厚生労働省登録検査機関
- ISO/IEC 17025に基づく日本適合性認定協会認定試験所
- ISO/IEC 17020に基づく日本適合性認定協会認定検査機関

## 検査所
- 本部・首都圏事業所 - 東京都大田区平和島4-1-23
- 札幌検査所 - 札幌市中央区北1条西21-3-17
- 仙台検査所 - 仙台市宮城野区高砂1-24-18
- 名古屋検査所 - 名古屋市熱田区神野町1-15
- 関西事業所 - 神戸市中央区港島南町3-2-6
- 福岡検査所 - 福岡市博多区博多駅南1-2-15

## 沿革
- 1949年 - 財団法人輸出冷凍水産物検査協会として設立
- 1952年 - 財団法人日本輸出冷凍水産物検査協会に名称変更
- 1959年 - 財団法人日本冷凍食品検査協会に名称変更
- 1970年 - 冷凍食品の自主検査業務を開始
- 2014年 - 一般財団法人へ移行
- 2017年 - 一般財団法人日本食品検査へ名称変更